# クッパ姫

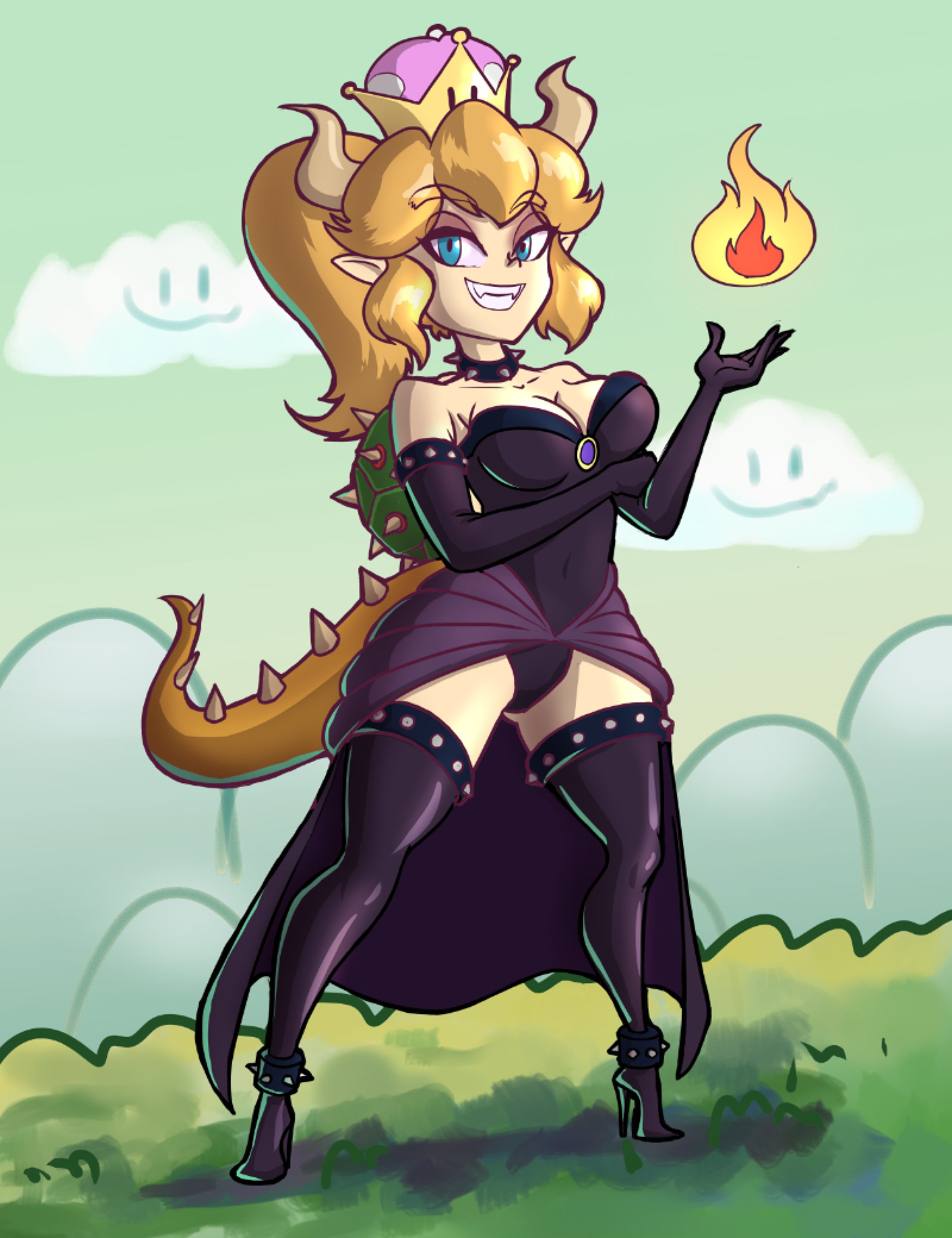
クッパ姫のファンアートの一例

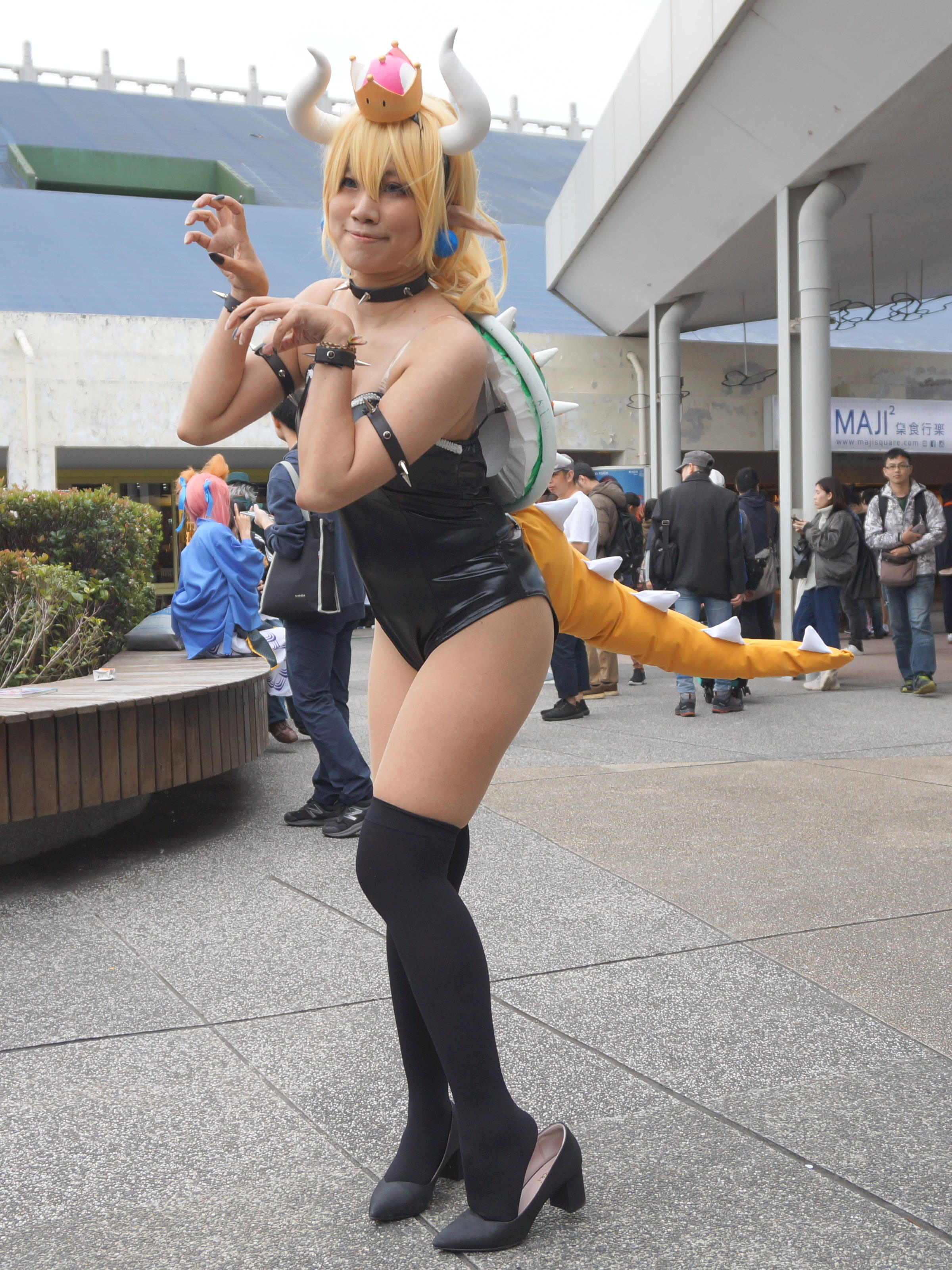
クッパ姫のコスプレ

クッパ姫（クッパひめ、英: Bowsette）は、2018年9月19日にマレーシア在住のアーティスト Ayyk92 (haniwa) がインターネット上に投稿した二次創作漫画に登場した、マリオシリーズのキャラクターであるクッパがパワーアップすることによってピーチ姫に似た姿に変化した、という設定の非公式の擬人化・性転換キャラクター。当該の漫画がDeviantARTとTwitterに投稿されて以降クッパ姫は急速に世界的な人気を集め、関連ハッシュタグが英語圏をはじめ日本でも広がり流行した。外見は典型的には魔王クッパとピーチ姫及びキノピーチの外観を掛け合わせた、角や牙を持ち襟首と腕に棘の付いたバンドを付けた黒いドレスを着用する白い肌の金髪女性として描かれるが、日本のアーティストの中には各個独自のキャラクターデザインで描いている者もいる。

## 背景
スーパーマリオシリーズは1985年より任天堂によって製作されている作品で、主人公のマリオや弟のルイージといった操作キャラクターを中心とし、彼らが敵役のクッパによって誘拐されたピーチを救出することが主な展開となっている。プレイヤーはゲームを進めることによって、操作キャラクターが新しい能力や外見を得る効果があるパワーアップアイテムを拾うことができる。任天堂は、2018年9月に行われたNintendo Directのプレゼンテーションで、『New スーパーマリオブラザーズ U デラックス』の予告編を公開し、その中で操作キャラクターの一人であるキノピコの新しいパワーアップアイテム、スーパークラウンを紹介した。このアイテムは拾うと、キノピコをピーチ姫に似ているがキノピコの髪型や特徴を持ったキャラクター、キノピーチに変身させる効果を持つ。
キノピーチの登場によって、アイテムのスーパークラウンがゲームの中の世界でどのように作用するかについてファンの間で盛んに推測や推論がなされた。間もなく、アーティストのAyyk92は、DeviantARTとTwitterに「The Super Crown's some spicy new Mario lore」というタイトルの4コマ漫画のファン・フィクションを投稿した。この漫画では、『スーパーマリオ オデッセイ』の設定を踏襲し、マリオとクッパがピーチに同時求婚するが却下され、悲しんでいる様子が描かれる。マリオがクッパを慰めると、クッパは自分がスーパークラウンを持っていることを告げ、最後のコマでは、クッパが黒いドレスを着用し、牙、頭の両側から生えた大きな角、棘付きの甲羅を持ったピーチに似た女性キャラクターに性転換し、マリオと共に歩いているのを見て衝撃を受けたピーチとルイージが描写されている。
漫画の中で名前は明示されていないが、このキャラクターはファンによってBowsette（クッパの欧米での名称"Bowser"とキノピーチの欧米での名称"Peachette"のかばん語）と呼ばれ、関連ハッシュタグはすぐにTwitterで流行し始め、まもなく150,000件以上のメンションに達した。PornhubとYouPornは、各々のウェブサイトでクッパ姫と検索された数がそれぞれ500,000件、2900%増加したと発表した。
また、クッパ姫の急速な流行から派生して、既存の任天堂のキャラクターを基にしたクッパ姫以外の二次創作キャラクターも登場した。その中でも「キングテレサ姫」(Boosette)」はクッパ姫と並ぶほどの人気と知名度を得た。その他、スーパーマリオシリーズの関連キャラクター（「ヨッシー姫」、「ワンワン姫」）や他の任天堂のゲームシリーズの悪役キャラクター（「ガノンドロフ姫」、「デデデ姫」）をモチーフとしたキャラクターも多く散見される。

### 日本での流行
日本のTwitterユーザー間では「クッパ姫」の名前で流行し、2018年9月24日にはTwitterのトレンドで1位となった。Twitter Japanが開催した「#Twitterトレンド大賞 2018」では第16位にランクインし、「#Twitterトレンド大賞運営委員会特別賞」に選出されている。
また、イラスト投稿サイトPixivには、9月25日までに1400件以上の関連イラストが投稿された。ピクシブとドワンゴ及び大百科ニュース社共同企画の「ネット流行語100 2018」ではトップ20単語賞の19位にランクイン。発案者のhaniwaは授賞式にコメントを寄せ、のちに彼のもとにガラス製のトロフィーが届けられた。
10月27日には「王冠計画」というオンリーイベントが開催され、ファンアートの展覧とコスプレが行われた。

## 評価
Kotakuのギタ・ジャクソンは、クッパ姫の多くのファンアートが描かれていることを指摘し、「クッパがコンピュータゲームのファンダムにどれほど強固に根付いているかに圧倒された」と述べた。

## 公式化の動き
クッパ姫の流行に伴い、日本国外のファンを中心に、任天堂に働きかけてクッパ姫を公式のキャラクターに認定させようという動きが広まり、署名運動が乱立していると報じられた。例えばChange.orgで9月24日に開始した署名運動では、クッパ姫を2018年12月発売の大乱闘スマッシュブラザーズ SPECIALに登場させるべきであると主張している。一方で、「公式化されることにより二次創作が禁止される」という懸念から逆に公式化に反対する署名運動も行われた。任天堂は自社の著作物の利用は各国の法令の範囲内で行えるとするガイドラインを公開したため二次創作自体は取り締まらないと見られ、クッパ姫も禁止したわけではないとされる。
なお、2018年9月25日のJ-CASTニュースの取材で、任天堂は特に本件についてコメントしない旨を表明している。
ブームが関係したのか不明だが、後に『New スーパーマリオブラザーズ U デラックス』の英語版公式サイトでスーパークラウンはキノピコのみが使えると説明され、クッパ姫の発想の元となったアイテムを使って他のキャラが変身することは否定された。

## 備考
流行が始まった少し後の2018年9月28日に発売された『スーパーマリオ オデッセイ』の公式設定資料集『THE ART OF SUPER MARIO ODYSSEY』では、同作の没案として「K」（「Koopa」の頭文字）のマークが取り付けられたマリオの帽子に似た緑色の帽子をピーチ姫にかぶせ、同作でのマリオのアクションであるキャプチャー（憑依）を試みた「クッパピーチ」というキャラクターが掲載されている。角や牙、棘のついた腕輪と首輪、赤い頭髪といったクッパの外見的特徴がピーチ姫に付け加えられた姿がクッパ姫と概ね一致している。